# کارلوس ارناندس بایلو
کارلوس ارناندس بایلو (اسپانیایی: Carlos Hernández Bailo‎؛ زادهٔ ۲۷ دسامبر ۱۹۵۸) دوچرخه‌سوار اهل اسپانیا است. وی در مسابقات تور دو فرانس شرکت کرده است.